# Nationalstraße 2 (Kambodscha)
Der National Highway 2 (NH 2) ist eine von acht National-Fernstraßen in Kambodscha. Sie bildet eine Nord-Süd-Verbindung im Süden des Landes von der Hauptstadt Phnom Penh bis Phumi Tônleab bei Phnom Den an der Grenze zu Vietnam. Die Straße ist 120 km lang.

## Straßenbeschreibung
Der NH 2 beginnt im Süden der 2 Millionen Einwohner großen Hauptstadt Phnom Penh. Hier kreuzt sie den National Highway 1, die Straße nach Ho-Chi-Minh-Stadt in Vietnam. Der NH 2 ist eine schmale zweispurige Straße, die entlang des Ufers des Bassac-Flusses führt. Der erste Teil der Straße führt durch dicht besiedeltes Gebiet der Vororte von Phnom Penh, bevor sie in die ländlichen Bereiche Kambodschas führt. Sie führt durch weite, flache, landwirtschaftlich genutzte Flächen. Auf der Strecke gibt es nur vereinzelte Gebäude, aber keine Ortschaften mit Ausnahme von Takeo. Kurz vor der Grenze zu Vietnam befindet sich der Ort Phumi Tônleab bei  Phnom Den. Auf der vietnamesischen Seite führt die QL91 weiter nach Long Xuyên.

## Geschichte
Die Fernstraße wurde zum Zeitpunkt der französischen Kolonialzeit gebaut und ist inzwischen befestigt. Sie hat deutlich weniger Verkehr als der NH 1, da sich an der Strecke kaum größere Städte befinden, auch nicht auf der vietnamesischen Seite.